# Michelin
Michelin er en af verdens førende dækproducenter. Michelin har hovedkvarter i Clermont-Ferrand, Frankrig. Foruden Michelin-mærket ejer selskabet også dækmærkerne Kleber, Taurus, BFGoodrich, Riken, Uniroyal og Kormoran. Michelin er kendt for maskotten Bibendum, der ofte kaldes Michelinmanden.

## Historie
Michelin blev grundlagt af brødrene Édouard og André Michelin, der drev en gummifabrik i Clermont-Ferrand. Historien lyder, at en cyklist en dag ankom til fabrikken for at få repareret sine dæk. Siden dækkene var limet til kanten af hjulene, tog det brødrene Michelin mere end tre timer at få dem repareret, og derefter måtte de vente en nat på, at limen tørrede. Den følgende morgen tog Édouard Michelin cyklen med på fabrikken for at afprøve de reparerede dæk. Efter kun et par hundrede meter gik dækkene igen i stykker. Édouard satte sig for at udvikle et bedre dæk, og sammen skabte de to brødre deres egen version, som ikke behøvede at blive limet fast på hjulet.
Michelin blev stiftet den 28. maj 1888, og i 1891 tog virksomheden det første patent på portable dæk. Den nye dæktype blev brugt af Charles Terront det følgende år, da han vandt verdens første langdistance cykelløb, Paris-Brest-Paris.
Michelin er også kendt for at have indført radialdækket i 1946. Det nu almindeligt brugte radialdæk blev lanceret under navnet X-dækket, og blev oprindeligt udviklet til Citroën 2CV og Citroën Traction Avant, fordi Michelin havde opkøbt det konkursramte Citroën i 1930’erne.
I 1988 overtog Michelin det amerikanske BF Goodrich Company, der blev grundlagt i 1870. To år senere i 1990 erhvervede Michelin Uniroyal Inc., stiftet i 1892 under navnet USA Rubber Company. Uniroyal Australia var dog allerede blevet opkøbt af Bridgestone i 1980.
Michelin ejer 90% af ungarske Taurus og polske Kormoran. Efter to år i skyggen af Bridgestone kunne Michelin igen bryste sig af at være verdens førende dækproducent den 1. september 2008. Selskabet har fabrikker i blandt andet Tyskland, Frankrig, Brasilien, Japan, Italien og Thailand. Den 15. januar 2010 bekendtgjorte Michelin dog, at de vil lukke fabrikken i Ota, Japan, som er kendt for at producere Michelin X-Icedækket, og flytte produktionen til Europa, Nordamerika og Asien.

## Motorsport

### MotoGP
Michelin deltog i MotoGP fra 1972 til 2008 og opnåede i perioden ikke mindre end 360 sejre. 

### Formel 1
Michelin deltog første gang i Formel 1 i 1977, da Renault netop havde påbegyndt udviklingen af Turbo F1-modellen. Her gik radialdækket sejrsgang, og Michelin vandt blandt andet Formel 1 med Brabham, før selskabet trak sig ud af løbet i 1984. 17 år senere i 2001 tog Michelin igen del i Formel 1 som leverandører til Williams, Benetton, Jaguar, Minardo og Prost. I 2002, da Toyota gik med i Formel 1 løbet, var det med Michelindæk, og McLaren skrev også kontrakt med selskabet. I 2005 dominerede Michelins dæk Formel 1-løbet. Blandt andet fordi nye regler for racerdæk foreskrev, at dækkene skulle holde hele løbet ud, og fordi kun ét hold benyttede dæk fra Bridgestone.
I 2006 meddelte Michelin, at selskabet ikke længere ville deltage i Formel 1. Det skyldtes uoverensstemmelser med FIA (Fédération Internationale de l'Automobile). Ikke desto mindre nåede Michelin at vinde Japans Grand Prix samme sæson.

## Teknologi

### PAX
Michelins PAX-system er udviklet specifikt med henblik på at få køretøjer til fortsat at fungere med beskadigede dæk. Systemet bygger på særlige dæk og fælge. Kernen i systemet er en halvhård ring, der monteres på fælgen ved hjælp af specialudviklet udstyr. Blandt de biler, der er udstyret med PAX-systemet er Bugatti Veyron og Rolls-Royce Phantom. 

### Tweel
De eksperimentelle Tweel-dæk indeholder ikke luft og kan derfor ikke punkteres. I stedet benyttes polyurethan-eger, der støtter hjulets ydre kant og har de samme chokabsorberende egenskaber som det traditionelle dæk. 

### Active Wheel
I 2008 fremviste Michelin det nye Active Wheel dæk under Mondial de l’automobile i Paris. Michelins Active Wheel indeholder to elektroniske motorer, og den nye teknologi gør blandt andet, at et køretøj med Active Wheels ikke behøver en gearkasse.